# Ерміндо Онега
Ерміндо Онега (ісп. Ermindo Onega, 30 квітня 1940, Лас-Пареяс — 21 грудня 1979) — аргентинський футболіст, що грав на позиції нападника. Відомий за виступами в аргентинських клубах «Рівер Плейт» та «Велес Сарсфілд», уругвайському «Пеньяролі» та чилійському клубі «Депортес Ла-Серена», а також у складі збірної Аргентини, у складі якої був учасником чемпіонату світу 1966 року.

## Клубна кар'єра
Ерміндо Онега народивсяв в містечкуЛас-Пареяс провінції Санта-Фе. У дорослому футболі дебютував 1957 року виступами за команду «Рівер Плейт», в якій провів одинадцять сезонів, взявши участь у 222 матчах чемпіонату. У складі команди був одним із головних гравців атакувальної ланки, відзначившись у її складі 99 забитими м'ячами. У перший рік виступів став у складі «Рівер Плейта» чемпіоном Аргентини, тричі ставав кращим бомбардиром аргентинської першості.
У 1969 році Онега став гравцем уругвайського клубу «Пеньяроль» зі столиці країни Монтевідео, виступав у його складі протягом трьох сезонів, тричі ставав призером першості країни, проте чемпіоном країни йому стати не вдалося.
У 1972 році Ерміндо Онега повертається на батьківщину, де грав у складі клубу «Велес Сарсфілд». У другій половині року він стає гравцем чилійського клубу «Депортес Ла-Серена», у якому й завершив виступи на футбольних полях у 1977 році.

## Виступи за збірну
У 1960 року Ерміндо Онега дебютував у складі національної збірної Аргентини. У складі збірної був учасником чемпіонату світу 1966 року в Англії, де аргентинська збірна дійшла до чвертьфіналу турніру. У складі збірної грав до 1967 року, провів у її формі 30 матчів, забивши 11 голів.
Ерміндо Онега загинув у автокатастрофі 21 грудня 1979 року неподалік Буенос-Айреса.

## Особисте життя
Братом Ерміндо Онеги був Даніель Онега, аргентинський футболіст, який також грав на позиції нападника в клубах «Рівер Плейт» та «Расінг» (Авельянеда)

## Титули і досягнення
- Чемпіон Аргентини (1):

«Рівер Плейт»: 1957
- Переможець Панамериканського чемпіонату: 1960